# Solen er saa rød, Mor
Solen er saa rød, Mor (med moderne retskrivning "Solen er så rød, mor") er en dansk sang med tekst af Harald Bergstedt og melodi af Carl Nielsen. Sangen anses både som en godnatsang og voksensang.

## Tekst
Teksten til sangen blev skrevet i 1915 af Harald Bergstedt, som en del af digtsamlingen Sange til Provinsen fra 1920.
Det strofiske digt har tre strofer med hver otte verselinjer med krydsrimet enderim.[kilde mangler]
Fire forskellige dyr nævnes i teksten: "ræven", "den lille kat", "mågerne" og "ternerne".
- "Ræven går derude, mor"
- "Hør den lille kat, mor"
- "Mågerne ..."
- "... og Ternerne"

Der kan knyttes en forbindelse til H.C. Andersens digt Det døende Barn da begge digte har et liggende barn der henvender sig til sin mor.
Da Bergstedt døde i 1965 er der ophavsret på teksten.

## Melodi
I 1923 eller 1924 fik Carl Nielsen sat melodi til teksten, 
det vil sige omkring samme tid som han komponerede den sjette symfoni Sinfonia Semplice.
Sangen udkom første gang i Melodier til Sangbogen ’Danmark’ fra 1924 hvor den blev udgivet for trestemmig pigekor.
Sangen udkom senere i sangbogen Ti danske Smaasange fra 1926. 
Heri forekom også  Jeg ved en Lærkerede og Den danske sang er en ung blond pige.
I Ti danske Smaasange er sangen sat i F-dur hvor toptonen bliver et d.
Taktarten er 6/8 med tempobetegnelsen "Jævnt skridende".
Phillip Faber karakteriserede den som "vuggende".
Trods sangen er skrevet i 6/8 synges den gerne i 2/4.
Sextus Miskow, Harald Agersnap og Oluf Ring har også komponeret melodi til teksten.
Carl Nielsens melodi er dog klart den dominerende.

## Indspilninger
Der findes mange indspilninger af sangen.
Søs Fenger udgav hendes indspilning på albummet Vuggeviser fra 2007 og blev produceret af Chris Minh Doky.
Helene Blums version findes på albummet Dråber af Tid udgivet 2017. Under Coronaviruspandemien i 2019-2020 og med eget guitarakkompagnement sang Tina Dickow sangen fra Island i tv-programmet Fællessang – Hver for sig sendt live på Dronning Margrethe IIs 80 års fødselsdag.
Inden for jazz-genre er sangen en af de mest indspillede sange af Carl Nielsen.
Kaare Norges guitarfortolkning findes på albummet The Song The Melody: Carl Nielsen fra 2015.

## Vurdering
I forbindelse med 2. verdenskrig valgte Harald Bergstedt at sympatisere med besættelsesmagten i Danmark, hvilket fik Danmarks Radio til at nedlægge forbud mod hans sange i radioen, herunder Solen er så rød, mor. Dette forbud holdt indtil 1963.
Sangen har senere vundet almindelig indpas.
Karl Aage Rasmussen gav den som eksempel på folkelige sange Nielsen skrev "så alment at de bliver en del af den nationale jeg-følelse".
Til Phillip Fabers bog Den danske sang udvalgte han den som en af hans 20 yndlingssange fra den danske sangskat.
"Solen er saa rød, Mor" og "Jeg ved en lærkerede" er et ofte ønske ved børnebegravelser.